# Ceaucé
Ceaucé – miejscowość i gmina we Francji, w regionie Normandia, w departamencie Orne.
Według danych na rok 1990 gminę zamieszkiwały 1244 osoby, a gęstość zaludnienia wynosiła 30 osób/km² (wśród 1815 gmin Dolnej Normandii Ceaucé plasuje się na 183. miejscu pod względem liczby ludności, natomiast pod względem powierzchni na miejscu 10.).